# Mártonhalom
Mártonhalom (horvátul: Martinuševec) falu Horvátországban, Muraköz megyében.  Közigazgatásilag Felsőmihályfalvához tartozik.

## Fekvése
Csáktornyától 14 km-re, községközpontjától Felsőmihályfalvától 4 km-re északnyugatra a Muraközi-dombság területén, a szlovén határ közelében fekszik.

## Története
A települést 1478-ban "Martinstowecz" néven említik először. A csáktornyai uradalomhoz tartozott.
1477-ben Hunyadi Mátyás Ernuszt János budai nagykereskedőnek és bankárnak adományozta, aki megkapta a horvát báni címet is. 1540-ben a csáktornyai Ernusztok kihalása után az uradalom rövid ideig a Keglevich családé. A csáktornyai uradalom részeként területe 1546-ban I. Ferdinánd király adományából a Zrínyieké lett. 
Miután Zrínyi Pétert 1671-ben felségárulás vádjával halálra ítélték és kivégezték minden birtokát elkobozták, így a birtok a kincstáré lett. III. Károly a Muraközzel együtt 1719-ben szolgálatai jutalmául elajándékozta Althan Mihály János cseh nemesnek. 1791-ben az uradalommal együtt gróf Festetics György vásárolta meg és ezután 132 évig a tolnai Festeticsek birtoka volt.
Vályi András szerint " MARTINOSOVECZ. Horvát falu Szala Várm. földes Urai G. Althán, és több Uraságok, lakosai katolikusok, fekszik Mihalyeveczhez nem meszsze, és annak filiája, határja soványas."
1910-ben 225, túlnyomórészt horvát lakosa volt. 1920 előtt Zala vármegye Csáktornyai járásához, majd a Szerb-Horvát-Szlovén Királyság része lett, mely 1929-ben felvette a Jugoszlávia nevet. 1941 és 1945 között ismét Magyarországhoz tartozott. 1991-óta a független Horvátország része. 2001-ben 136 lakosa volt.

## Külső hivatkozások
- Felsőmihályfalva község hivatalos oldala
- Felsőmihályfalva község a Muraköz információs portálján